# 王宠林
王宠林（圣名赖孟多（Raymond），1921年5月12日—2010年2月2日），天主教赵县教区主教。
王宠林出生于河北省宁晋县世代信仰天主教的家庭，于1950年毕业于北京文声大修院，受祝圣为司铎，1958年入狱，1979年获释，1983年3月9日秘密祝圣为赵县教区主教。1998年，中国大陆政府认可他为邢台教区主教，居住宁晋县边村圣味增爵主教座堂。
2006年王宠林主教退休。2010年2月2日，王宠林主教因脑溢血去世，终年88岁。